# Miguel E. Schulz

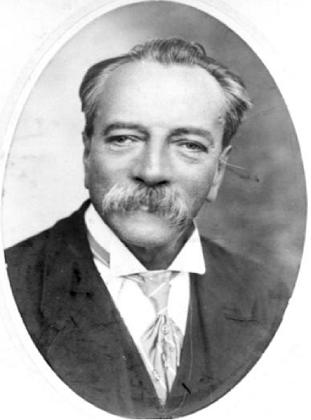
Miguel E. Schulz

Miguel E. Schulz (* 11. Oktober 1851; † 3. Dezember 1922) war ein mexikanischer Architekt und Bildhauer. Als Hochschullehrer der Universidad Nacional de México (UNM, heute UNAM) war er auch kurz deren Rektor. 

## Biografie
Nach dem Besuch der Escuela Nacional Preparatoria (ENP) studierte Schulz an der Escuela Nacional de Bellas Artes (ENAP). Er lehrte an ENP, dozierte an der Escuela Normal de Profesores und an der Escuela Nacional de Altos Estudios (ENAE).
Als Untersekretär im Kultusministerium war er von 1904 bis 1905 zuständig für die öffentliche Bildung und Schöne Künste, war in diesem Zeitraum auch Interimsdirektor der ENP und der ENAE. Vom 23. November 1916 bis zum 3. Mai 1917 war er Interims-Rektor der UNM.
Er war verheiratet mit Manuela Álvarez. Nach ihm ist die Außenstelle 7 der Escuela Nacional Preparatoria benannt.